# USS LST-892
O USS LST-892 foi um navio de guerra norte-americano da classe LST que operou durante a Segunda Guerra Mundial.